# Лондон — Суррей Классик 2015
4-й выпуск  Лондон — Суррей Классик — шоссейной однодневной велогонки в окрестностях столицы Великобритании Лондона. Гонка состоялась 2 августа 2015 года. Победу одержал люксембургский велогонщик Жан-Пьер Друкер.

## Участники
В гонке приняло участие 24 команды.
| UCI WorldTeams (6)- BMC Racing Team - Etixx-Quick Step - Lotto NL-Jumbo - Lotto-Soudal - Orica-GreenEDGE - Sky UCI Professional Continental Teams (10)- Bora-Argon 18 - CCC Sprandi Polkowice - Cult Energy - Drapac - MTN-Qhubeka - Nippo-Vini Fantini - Roompot Oranje Peloton - Topsport Vlaanderen-Baloise - UnitedHealthcare - Wanty-Groupe Gobert UCI Continental Teams (7)- An Post-ChainReaction - JLT Condor - Madison Genesis - NFTO - ONE Pro Cycling - Raleigh GAC - Wiggins Национальная сборная- Великобритания |
| |

### Российские участники
Российские велогонщики в гонке участие не принимали.

## Маршрут
Мужская гонка на 200 км стартовала на Horse Guards Parade в Сент-Джеймсском парке в центре Лондона, в 400 метрах от того места, где в 2014 году завершались этапы «Тур де Франс». Далее маршрут проходил от центра Лондона в направлении графства Суррей. Следующие 80 км маршрута пролегали зигзагами по загородным паркам, усеянным крутыми подъёмами. Кроме того некоторые участки были достаточно узкие. Перед более знаковым Бокс-хиллом, который был центральным местом олимпийских гонок, располагался ряд сложных подъёмов. Оттуда пелотон направился обратно в столицу, к The Mall где финиширует непосредственно перед Букингемским дворцом.

## Ход гонки
Ближе к финишу сформировалась группа из шести гонщиков, где и был разыгран спринт. Его начал Сеп Ванмарке, но именно Жан-Пьер Друкер первым пересёк финишную черту.

## Результаты
| Генеральная классификация | Генеральная классификация | Генеральная классификация | Генеральная классификация |
|                           | Гонщик                    | Команда                   | Время                     |
| ------------------------- | ------------------------- | ------------------------- | ------------------------- |
| 1-й                       | Жан-Пьер Друкер           | BMC Racing Team           | 4ч 47' 47"                |
| 2-й                       | Мике Тёниссен             | Lotto NL-Jumbo            | + 0"                      |
| 3-й                       | Бен Свифт                 | Team Sky                  | + 0"                      |
| 4-й                       | Сеп Ванмарке              | Lotto NL-Jumbo            | + 2"                      |
| 5-й                       | Кристиан Сбаральи         | MTN-Qhubeka               | + 3"                      |
| 6-й                       | Ли Ховард                 | Orica GreenEDGE           | + 4"                      |
| 7-й                       | Кеннет Ван Рой            | Lotto Soudal              | + 28"                     |
| 8-й                       | Фернандо Гавирия          | Etixx-Quick Step          | + 49"                     |
| 9-й                       | Морено Хофланд            | Lotto NL-Jumbo            | + 1' 00"                  |
| 10-й                      | Ив Лампарт                | Etixx-Quick Step          | + 1' 01"                  |